# Fischbacher Werk
Fischbacher Werk war ein Eisenerz- und Bleierzbergwerk in der Ortsgemeinde Niederfischbach im Landkreis Altenkirchen in Rheinland-Pfalz.

## Gangmittel
Gangmittel der Grube waren das Krautgartner Mittel, das zwischen zwei und vier Metern mächtig war, das Blumengartner Mittel, ebenfalls zwischen zwei und vier Metern mächtig, das Eulslocher Mittel und das Wendelsseifener Mittel, das nur ein bis zwei Meter mächtig war.
Abgebaut wurden Eisenerz (Spateisenstein), Blei- und teils auch Kupfererze; ab 1880 förderte man mehr silberhaltiges Bleierz.

## Geschichte
Im 15. Jahrhundert wurden die Rechte auf den Abbau von Bleierzen verliehen, ab 1880 wurde auch Silber abgebaut. Um 1770 wurde eine Gesellschaft gegründet, sie bestand aus einer Konsolidation aus den Einzelgruben Krautgarten, Blumengarten und Wendelseifen.
Zwischen 1860 und 1897 wurde die Grube dreimal verkauft:
- 1860: durch eine belgische Minengesellschaft
- 1878: durch eine englische Bergwerksgesellschaft
- 1897: durch „Niederfischbacher Berg- und Hüttengesellschaft“

Im Jahr 1869 fing man an, einen Schacht abzuteufen. Richtiger Tiefbau fand allerdings erst ab 1869 statt. Der Schacht hatte eine Größe von 2,54 × 0,9 m und eine Teufe von 390 m. Ab 1893 trug er die Bezeichnung Alter Schacht, nachdem man bereits 1880 einen zweiten Schacht abgeteuft hatte. Dieser wurde 465 m tief. Die Gesamtteufe der Grube betrug 510 m, auf die 12 Sohlen verteilt waren; bis zu 350 Belegschaftsmitglieder arbeiteten in ihr. Im Jahr 1857 wurden 330 t Blei gefördert; 1858 550 t. 1869 förderte die Grube 12.388 t Spateisenstein, 71 t Bleierze und 92 t Kupfererz.
1888 bekam die Grube Anschluss an die Bahn Betzdorf-Olpe. Noch 1897 förderte man 9.702 t Eisenerz. 1901 ging sie in Konkurs und wurde 1902 stillgelegt. Zwei Jahre später wurden die Grubenbaue endgültig aufgegeben. Insgesamt wurden 212.562 t Eisenerz und 34.700 t silberhaltiges Bleierz gefördert.

## Konsolidationen
Folgende Konsolidationen gab es (in Klammern ihre Ersterwähnung):
- Blumengarten (* 19. Dezember 1750)
- Emanuel (* 5. Dezember 1866)
- Krautgarten (* vor 1730, neu 8. Oktober 1749)
- Langenhardt (* 19. Dezember 1750)
- Rothenberg (* 27. Mai 1749)
- Wendelseifen (* 16. Januar 1768)

Alle Gruben lagen im Ortsgebiet von Niederfischbach.